# Municipio de Wells (condado de Appanoose, Iowa)
Wells Township es un municipio del condado de Appanoose, Iowa, Estados Unidos. Según el censo de 2020, tiene una población de 250 habitantes.
Es una subdivisión exclusivamente geográfica, puesto que el estado de Iowa no utiliza la herramienta de los townships como gobiernos municipales.

## Geografía
Está ubicado en las coordenadas 40°37′53″N 92°41′57″O / 40.63139, -92.69917 (40.631339, -92.699295).